# العلاقات البوتسوانية الكوستاريكية
العلاقات البوتسوانية الكوستاريكية هي العلاقات الثنائية التي تجمع بين بوتسوانا وكوستاريكا.

## مقارنة بين البلدين
هذه مقارنة عامة ومرجعية للدولتين:
| وجه المقارنة                                              | بوتسوانا                       | كوستاريكا                                 |
| --------------------------------------------------------- | ------------------------------ | ----------------------------------------- |
| المساحة (كم2)                                             | 581.74 ألف                     | 51.10 ألف                                 |
| عدد السكان (نسمة)                                         | 2.29 مليون                     | 4.91 مليون                                |
| الكثافة السكانية (ن./كم²)                                 | 3.94                           | 96.09                                     |
| العاصمة                                                   | غابورون                        | سان خوسيه                                 |
| اللغة الرسمية                                             | لغة إنجليزية                   | اللغة الإسبانية                           |
| العملة                                                    | بولا بوتسواني                  | كولون كوستاريكي                           |
| الناتج المحلي الإجمالي (بليون دولار)                      | 17.41 مليار                    | 57.06 مليار                               |
| الناتج المحلي الإجمالي (تعادل القوة الشرائية) بليون دولار | 35.84 مليار                    | 74.98 مليار                               |
| الناتج المحلي الإجمالي الاسمي للفرد دولار أمريكي          | 6.36 ألف                       | 11.26 ألف                                 |
| الناتج المحلي الإجمالي للفرد دولار أمريكي                 | 16.10 ألف                      | 14.92 ألف                                 |
| مؤشر التنمية البشرية                                      | 0.698                          | 0.766                                     |
| رمز المكالمات الدولي                                      | +267                           | +506                                      |
| رمز الإنترنت                                              | .bw                            | .cr، قائمة نطاقات المستوى الأعلى للإنترنت |
| المنطقة الزمنية                                           | ت ع م+02:00، توقيت وسط إفريقيا | 00                                        |

## منظمات دولية مشتركة
يشترك البلدان في عضوية مجموعة من المنظمات الدولية، منها:
| علم المنظمة | اسم المنظمة                               | تاريخ انضمام بوتسوانا | تاريخ انضمام كوستاريكا |
| ----------- | ----------------------------------------- | --------------------- | ---------------------- |
|             | الاتحاد البريدي العالمي                   | ?                     | ?                      |
|             | يونسكو                                    | 16 يناير 1980         | 19 مايو 1950           |
|             | البنك الدولي للإنشاء والتعمير             | 24 يوليو 1968         | 8 يناير 1946           |
|             | منظمة التجارة العالمية                    | ?                     | ?                      |
|             | وكالة ضمان الاستثمار متعدد الأطراف        | 15 مايو 1990          | 8 فبراير 1994          |
|             | الاتحاد الدولي للاتصالات                  | 2 أبريل 1968          | 13 سبتمبر 1932         |
|             | منظمة الشرطة الجنائية الدولية             | ?                     | ?                      |
|             | مؤسسة التمويل الدولية                     | 23 مارس 1979          | 20 يوليو 1956          |
|             | الأمم المتحدة                             | 17 أكتوبر 1966        | 2 نوفمبر 1945          |
|             | مؤسسة التنمية الدولية                     | 24 يوليو 1968         | 30 يونيو 1961          |
|             | منظمة حظر الأسلحة الكيميائية              | ?                     | ?                      |
|             | المركز الدولي لتسوية المنازعات الاستشارية | 14 فبراير 1970        | 27 مايو 1993           |

## وصلات خارجية
- موقع وزارة الخارجية البوتسوانية
- موقع وزارة الخارجية الكوستاريكية